# Astor de Sulawesi
L'astor de Sulawesi (Lophospiza griseiceps; syn:Accipiter griseiceps) és una espècie d'ocell de la família dels accipítrids (Accipitridae). Habita selva i manglars de Sulawesi i algunes illes properes. El seu estat de conservació es considera de risc mínim.

## Taxonomia
Tradicionalment l'astor de Sulawesi estava classificat dins el gènere Accipiter. Tanmateix, estudis filogenètics moleculars van trobar que aquest gènere era polifilètic i es va proposar reordenar les seves espècies en 5 gèneres monofilètics. En base a aquests estudis, el Congrés Ornitològic Internacional, en la seva llista mundial d'ocells (versió 14.2, 2024) transferí aquesta espècie al gènere Lophospiza, que fou recuperat per a tal fí.
Segons el Handook of the Birds of the World i la quarta versió de la BirdLife International Checklist of the birds of the world (Desembre 2019), aquest tàxon apareix classificat dins del gènere Accipiter.